# Wiki Wiki Web

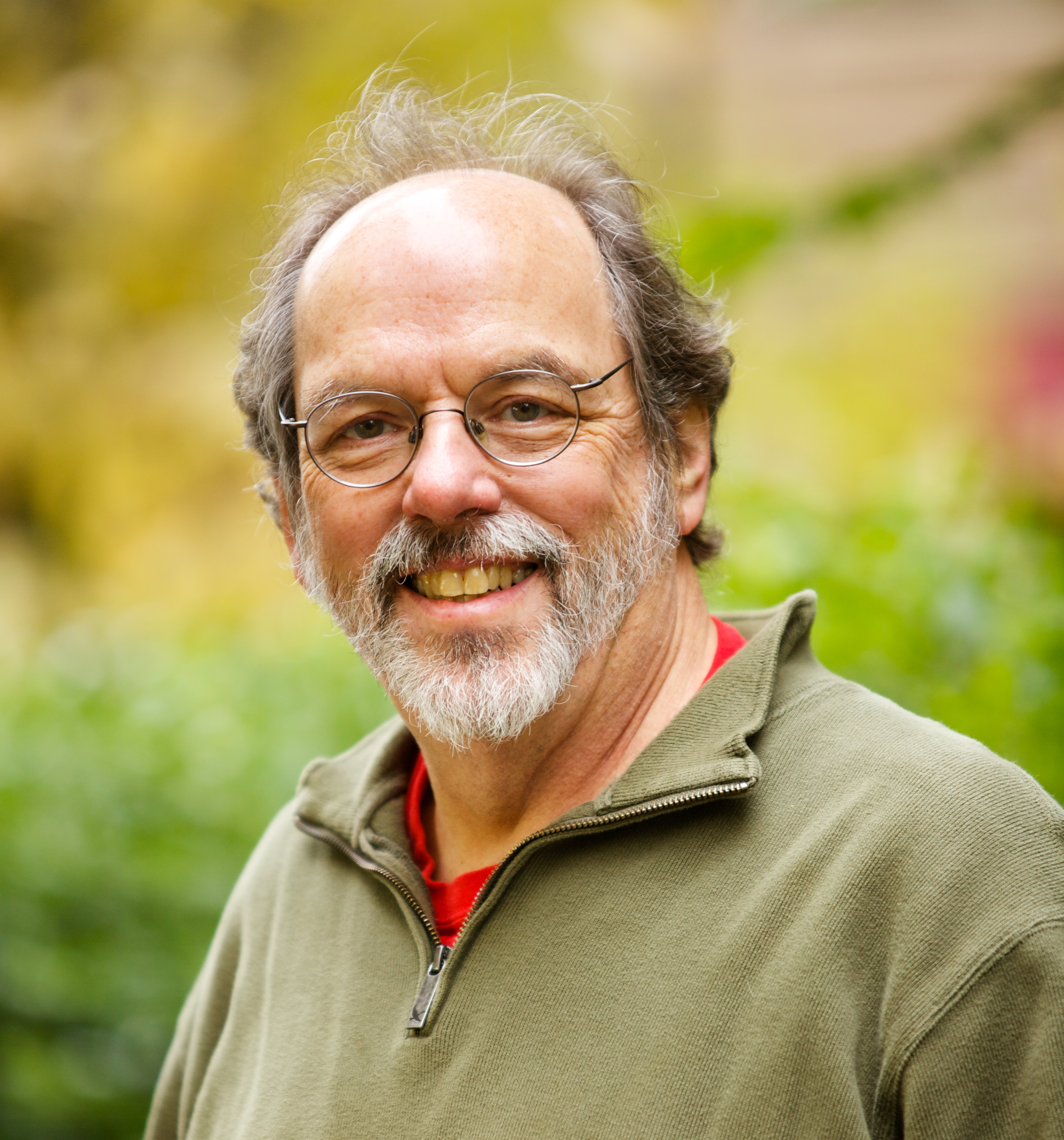
Ward Cunningham (2011)

Das Wiki Wiki Web ist die erste Wiki-Website. Sie war die erste editierbare Website. Sie wurde am 25. März 1995 von ihrem Erfinder, dem Programmierer Ward Cunningham, ins Leben gerufen, um die Portland-Pattern-Repository-Website zur Diskussion von Entwurfsmustern zu begleiten.
Ihr Name wird auch häufig in Camel Case (WikiWikiWeb) geschrieben, da dies für Links dort notwendig war.

## Camel Case als Verlinkung
Hyperlinks zwischen den Seiten auf Wiki Wiki Web werden durch das Zusammenfügen von großgeschriebenen Wörtern erzeugt, eine Technik, die als „Camel Case“ bezeichnet wird. Diese Konvention der Wiki Markup wird immer noch von einigen neueren Wiki-Softwares befolgt, während andere, wie die MediaWiki-Software, die u. a. von der Wikipedia eingesetzt wird, Links ohne Camel Case erlauben.
Dies hatte zur Folge, dass viele Eigenbegriffe, wie der Name Wiki Wiki Web oder auch Wiki Base in den Texten des Wikis selbst fast ausschließlich in Camel Case auftauchen müssen, falls sie verlinkt werden sollten. Die Seitenüberschriften selbst sind frei von dieser Restriktion und zeigen die Eigennamen in normaler Schreibweise.

## Begriffsherkunft

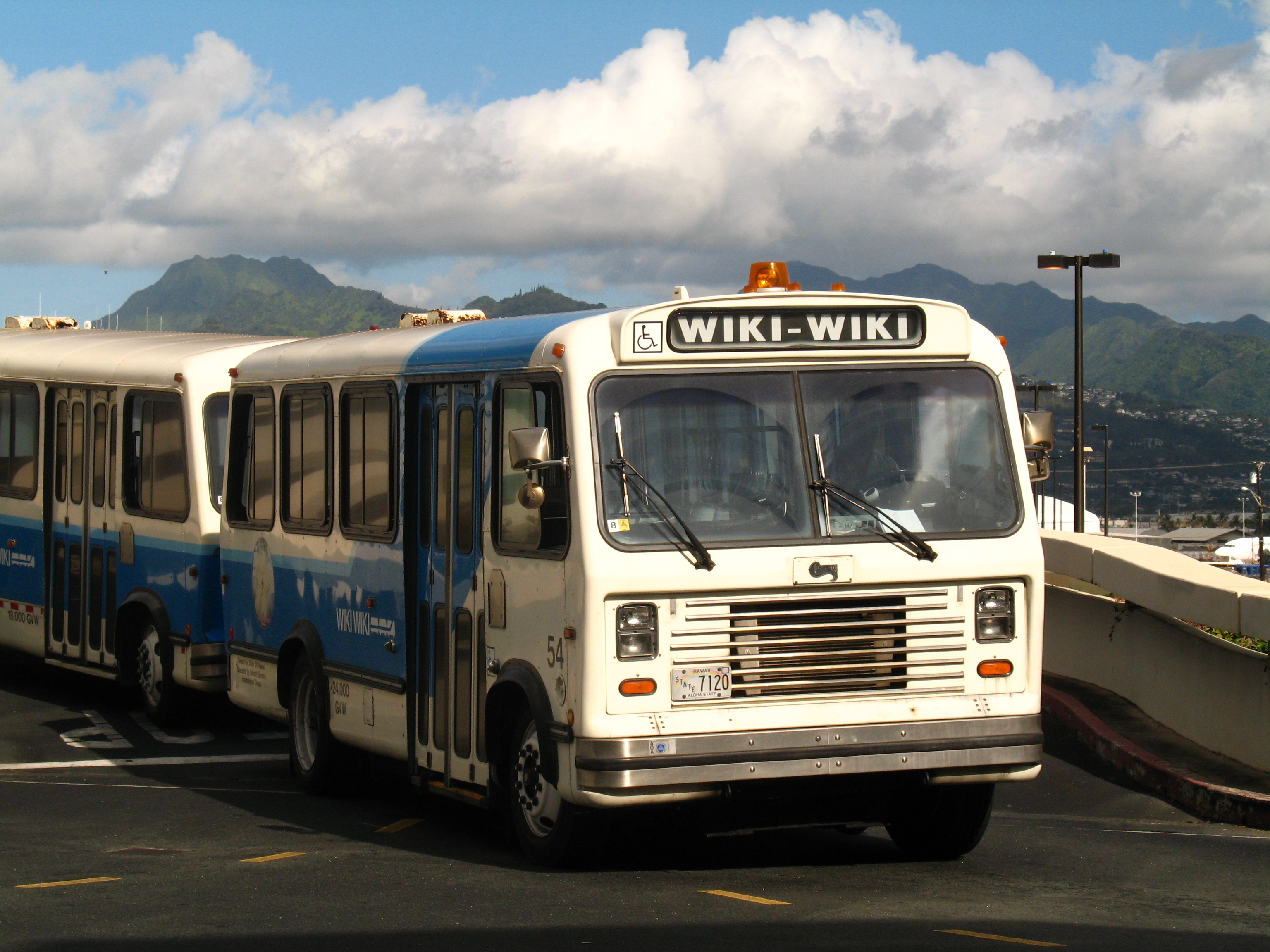
Der Namensgeber: Ein „Wiki Wiki Shuttle-Bus“ am Flughafen Honolulu (2007)

Cunningham hat sich den Namen Wiki Wiki Web ausgedacht, weil er sich an einen Schaltermitarbeiter am Honolulu International Airport erinnerte, der ihm sagte, er solle den „Wiki Wiki Shuttle“ nehmen, eine Shuttle-Buslinie, die zwischen den Terminals des Flughafens fährt. Wiki Wiki ist eine Reduplikation von Wiki, einem hawaiischen Wort für schnell. Cunninghams Idee war es, die Seiten von Wiki Wiki Web für seine Benutzer schnell editierbar zu machen, also dachte er zunächst darüber nach, es Quick Web zu nennen, änderte aber später seine Meinung und nannte es Wiki Wiki Web.
Der Name Wiki Wiki Web galt ursprünglich auch für die in Perl geschriebene Wiki-Software. Sie wurde später in Wiki Base umbenannt. Die Website wurde von ihren Nutzern häufig einfach als Wiki bezeichnet.

## Geschichte
Die Software und die Website wurden 1994 von Cunningham entwickelt, um den Ideenaustausch zwischen Programmierern zu erleichtern. Das Konzept basierte auf den Ideen, die in HyperCard-Stacks entwickelt wurden, die Cunningham Ende der 80er Jahre gebaut hat. Am 25. März 1995 installierte er die Software auf der Website seines Unternehmens (Cunningham & Cunningham), c2.com.
Im Dezember 2014 wurde Wiki Wiki Web Ziel einer Cyberattacke und befindet sich inzwischen in einem schreibgeschützten Zustand.
Am 1. Februar 2015 gab Cunningham bekannt, dass das Wiki als Single-Page Application neu geschrieben und auf das neue Federated Wiki migriert wurde.
Seit 2015 ist das Wiki Wiki Web nur noch in einer nicht bearbeitbaren Archivversion aufrufbar.